# EHF Challenge Cup der Frauen 2000/01
Am EHF Challenge Cup 2000/01 der Europäischen Handballföderation (EHF) nahmen 13 Handball-Vereinsmannschaften teil, die sich in der vorangegangenen Saison in ihren Heimatländern für den Wettbewerb qualifiziert hatten. Es war die 1. Austragung des Challenge Cups unter diesem Namen. Die Pokalspiele begannen am 10. Februar 2001, das Rückrundenfinale fand am 13. Mai 2001 statt. Titelverteidiger des Vorgänger-Wettbewerbs EHF City Cup war das rumänische Team von Rapid Bukarest. Der Titelgewinner in der Saison war der französische Verein Handball Cercle Nîmes.

## 1. Runde
Es nahmen 10 Teams, die sich vorher für den Wettbewerb qualifiziert hatten, teil. Die Spiele fanden vom 10. – 18. Februar 2001 statt.

### Qualifizierte Teams
| Topf 1: - HC Recording Haskovo - HIFK Helsinki Comets - HBC Nîmes - OFN Ionias - HC Messina | Topf 2: - EB Start Elbląg - Porto Salvo - KSK Lutsch Moskau - Izmir Belediyesi Külübü - Karpaty Uschhorod |

### Ausgeloste Spiele & Ergebnisse
| Mannschaft 1      | Mannschaft 2            | Hinspiel          | Rückspiel         | Gesamt  |
| ----------------- | ----------------------- | ----------------- | ----------------- | ------- |
| KSK Lutsch Moskau | HIFK Helsinki Comets    | 10.02.01          | 11.02.01          | 77 : 36 |
| KSK Lutsch Moskau | HIFK Helsinki Comets    | 39 : 14 (23 : 3)  | 22 : 38 (7 : 24)  | 77 : 36 |
| KSK Lutsch Moskau | HIFK Helsinki Comets    | 100 Zuschauer     | 100 Zuschauer     | 77 : 36 |
| Porto Salvo       | OFN Ionias              | 10.02.01          | 17.02.01          | 44 : 49 |
| Porto Salvo       | OFN Ionias              | 25 : 24 (11 : 11) | 19 : 25 (9 : 15)  | 44 : 49 |
| Porto Salvo       | OFN Ionias              | 200 Zuschauer     | 200 Zuschauer     | 44 : 49 |
| Karpaty Uschhorod | HC Recording Haskovo    | 10.02.01          | 17.02.01          | 60 : 43 |
| Karpaty Uschhorod | HC Recording Haskovo    | 30 : 18 (14 : 8)  | 25 : 30 (10 : 18) | 60 : 43 |
| Karpaty Uschhorod | HC Recording Haskovo    | 500 Zuschauer     | 300 Zuschauer     | 60 : 43 |
| HC Messina        | HBC Nîmes               | 10.02.01          | 18.02.01          | 30 : 43 |
| HC Messina        | HBC Nîmes               | 17 : 19 (8 : 10)  | 24 : 13 (11 : 7)  | 30 : 43 |
| HC Messina        | HBC Nîmes               | 100 Zuschauer     | 900 Zuschauer     | 30 : 43 |
| EB Start Elbląg   | Izmir Belediyesi Külübü | 17.02.01          | 18.02.01          | 44 : 51 |
| EB Start Elbląg   | Izmir Belediyesi Külübü | 23 : 27 (14 : 8)  | 24 : 21 (11 : 11) | 44 : 51 |
| EB Start Elbląg   | Izmir Belediyesi Külübü | 800 Zuschauer     | 300 Zuschauer     | 44 : 51 |

## Viertelfinale
Es nahmen die 5 Sieger der 1. Runde und 3 Teams, die sich vorher für den Wettbewerb qualifiziert hatten, teil. Die Spiele fanden vom 3. März – 11. März 2001 statt.

### Qualifizierte Teams
| Topf 1: - SSV Dornbirn/Schoren (Freilos) - ŽRK Split Kaltenberg (Freilos) - HBC Nîmes - OFN Ionias | Topf 2: - "Fibrexnylon" Săvinești (Freilos) - KSK Lutsch Moskau - Izmir Belediyesi Külübü - Karpaty Uschhorod |

### Ausgeloste Spiele & Ergebnisse
| Mannschaft 1          | Mannschaft 2            | Hinspiel          | Rückspiel        | Gesamt  |
| --------------------- | ----------------------- | ----------------- | ---------------- | ------- |
| HBC Nîmes             | Karpaty Uschhorod       | 04.03.01          | 10.03.01         | 52 : 33 |
| HBC Nîmes             | Karpaty Uschhorod       | 35 : 14 (17 : 9)  | 19 : 17 (8 : 10) | 52 : 33 |
| HBC Nîmes             | Karpaty Uschhorod       | 1500 Zuschauer    | 1000 Zuschauer   | 52 : 33 |
| ŽRK Split Kaltenberg  | OFN Ionias              | 10.03.01          | 11.03.01         | 49 : 39 |
| ŽRK Split Kaltenberg  | OFN Ionias              | 25 : 22 (17 : 12) | 17 : 24 (6 : 11) | 49 : 39 |
| ŽRK Split Kaltenberg  | OFN Ionias              | 200 Zuschauer     | 300 Zuschauer    | 49 : 39 |
| Fibrexnylon Săvinești | SSV Dornbirn/Schoren    | 10.03.01          | 11.03.01         | 71 : 33 |
| Fibrexnylon Săvinești | SSV Dornbirn/Schoren    | 33 : 20 (18 : 8)  | 13 : 38 (7 : 18) | 71 : 33 |
| Fibrexnylon Săvinești | SSV Dornbirn/Schoren    | 500 Zuschauer     | 300 Zuschauer    | 71 : 33 |
| KSK Lutsch Moskau     | Izmir Belediyesi Külübü | 03.03.01          | 10.03.01         | 66 : 35 |
| KSK Lutsch Moskau     | Izmir Belediyesi Külübü | 37 : 13 (17 : 6)  | 22 : 29 (9 : 10) | 66 : 35 |
| KSK Lutsch Moskau     | Izmir Belediyesi Külübü | 200 Zuschauer     | 200 Zuschauer    | 66 : 35 |

## Halbfinale
Es nahmen die 4 Sieger aus dem Viertelfinale teil. Die Spiele fanden vom 31. März bis 8. April 2001 statt.

### Qualifizierte Teams
| - ŽRK Split Kaltenberg - HBC Nîmes | - "Fibrexnylon" Săvinești - KSK Lutsch Moskau |

### Ausgeloste Spiele & Ergebnisse
| Mannschaft 1         | Mannschaft 2          | Hinspiel          | Rückspiel        | Gesamt  |
| -------------------- | --------------------- | ----------------- | ---------------- | ------- |
| ŽRK Split Kaltenberg | Fibrexnylon Săvinești | 31.03.01          | 08.04.01         | 52 : 48 |
| ŽRK Split Kaltenberg | Fibrexnylon Săvinești | 33 : 24 (18 : 13) | 24 : 19 (9 : 13) | 52 : 48 |
| ŽRK Split Kaltenberg | Fibrexnylon Săvinești | 300 Zuschauer     | 1000 Zuschauer   | 52 : 48 |
| HBC Nîmes            | KSK Lutsch Moskau     | 01.04.01          | 07.04.01         | 41: 35  |
| HBC Nîmes            | KSK Lutsch Moskau     | 25 : 17 (13 : 8)  | 18 : 16 (11 : 7) | 41: 35  |
| HBC Nîmes            | KSK Lutsch Moskau     | 2000 Zuschauer    | 1000 Zuschauer   | 41: 35  |

## Finale
Es nahmen die 2 Sieger aus dem Halbfinale teil. Das Hinspiel fand am 5. Mai 2001 statt. Das Rückspiel fand am 13. Mai 2001 statt.

### Qualifizierte Teams
| Topf 1: - ŽRK Split Kaltenberg | Topf 2: - HBC Nîmes |

### Ausgeloste Spiele & Ergebnisse
| Mannschaft 1         | Mannschaft 2 | Hinspiel         | Rückspiel       | Gesamt  |
| -------------------- | ------------ | ---------------- | --------------- | ------- |
| ŽRK Split Kaltenberg | HBC Nîmes    | 05.05.01         | 13.05.01        | 34 : 40 |
| ŽRK Split Kaltenberg | HBC Nîmes    | 18 : 22 (11 : 9) | 18 : 16 (8 : 8) | 34 : 40 |
| ŽRK Split Kaltenberg | HBC Nîmes    | 500 Zuschauer    | 3400 Zuschauer  | 34 : 40 |